# Harry Potter y las reliquias de la Muerte
Harry Potter y las reliquias de la Muerte (título original en inglés: Harry Potter and the Deathly Hallows), es el séptimo libro de la serie literaria Harry Potter, escrita por la autora británica J. K. Rowling. El libro se publicó el 21 de julio de 2007, cerrando la serie que empezó diez años antes con la publicación de Harry Potter y la piedra filosofal publicado en 1997. Este último libro narra los acontecimientos que siguen directamente al libro anterior: Harry Potter y el misterio del príncipe —publicado en 2005—, y concluye con el enfrentamiento final, largamente esperado, entre Harry Potter junto a sus amigos, frente a lord Voldemort y los Mortífagos.
La editorial Bloomsbury publica Deathly Hallows en el Reino Unido, su país de origen. Esta edición y la estadounidense se lanzaron globalmente en 93 países. El libro rompió récords de ventas, convirtiéndose en el libro más rápidamente vendido de todos los tiempos. A las 24 horas de su publicación se habían despachado ya más de once millones de copias. El récord anterior, nueve millones en el primer día, lo había obtenido su predecesor.
La Editorial Salamandra, dueña de los derechos de publicación del libro en español, publicó el libro en América Latina, España y Estados Unidos el 21 de febrero de 2008. El mismo día se publicaron además las ediciones en catalán y gallego. Esta edición tuvo una tirada inicial de aproximadamente un millón y medio de ejemplares.

## Argumento

El misterioso símbolo que representa las reliquias de la Muerte.

Harry Potter cumple la mayoría de edad, por lo que la protección mágica que tenía en casa de los Dursley se pierde. Después de que lord Voldemort intente tenderles una emboscada, asesinando a Ojoloco Moody, los tres protagonistas se refugian en La Madriguera, donde reciben la herencia que les dejó Albus Dumbledore: una snitch, el desiluminador, un libro de cuentos escrito en runas (Los cuentos de beedle el bardo, donde encuentran el cuento de las reliquias de la Muerte) y la espada de Godric Gryffindor que también les había sido dada en herencia en el testamento, pero el ministro de magia se niega a dárselas por no ser algo de lo que Dumbledore pudiera disponer. El trío, confuso, cree que estos objetos servirán en la búsqueda de los Horrocruxes —fragmentos del alma de Voldemort que deben ser destruidos para finalmente vencerlo—. En este lugar también se celebra la boda de Bill Weasley, donde observan en el colgante de uno de los asistentes, Xenophilius Lovegood, un extraño símbolo que se repetirá en distintas ocasiones. Tras un nuevo ataque por parte de los Mortífagos, que descubren el escondite, Harry, Ron y Hermione huyen al número 12 de Grimmauld Place.
Una vez allí, comienzan la búsqueda de los horrocruxes, que los obligará a transportarse y esconderse en distintos lugares del Reino Unido. Al quedarse sin pistas por dónde continuar, buscan ayuda en el señor Lovegood, que les explica que el símbolo que han encontrado repetidas veces representa las tres reliquias de la Muerte: la Varita de Saúco —la más poderosa del mundo—, la Piedra de Resurrección —una piedra capaz de revivir a los muertos— y la Capa de Invisibilidad, entregadas a tres hermanos que se encontraron a la Muerte en un camino. Según la leyenda, quien domine estos tres elementos se convertirá en el «señor de la muerte» y lograría la inmortalidad.
Más tarde, el grupo es capturado y llevado a la Mansión Malfoy, de donde consiguen escapar, averiguando además el paradero de otro Horrocrux. Tras obtenerlo, acuden a Hogwarts al descubrir que allí se esconde otro. Logran destruirlos y se inicia la batalla entre las fuerzas del bien y los magos oscuros. Mientras tanto, Voldemort asesina a Severus Snape, quien revela su verdadera lealtad —una incógnita que se mantenía a lo largo de la serie—. A raíz de las memorias que le lega este último, Harry aprende que él mismo es un Horrocrux, por lo que debe morir para derrotar al Señor Oscuro. 
En la escena final, Harry se entrega dócilmente y es víctima de la maldición asesina. Sin embargo, no muere, sino que despierta en una suerte de limbo donde el espíritu de Dumbledore le explica que el Horrocrux en él había sido destruido. Además, le hace saber que al resignarse a morir y por ende perder el miedo a la muerte, se ha convertido en el verdadero «señor de la muerte» y justo dueño de las reliquias. Tras esto, el joven mago regresa al mundo real y reinicia la batalla, en la que Voldemort, esgrimiendo la Varita de Saúco, cae víctima de su propia maldición asesina ante la incapacidad de ésta de atacar a su verdadero amo.
El libro finaliza con un epílogo, en el que cuenta la historia de los protagonistas diecinueve años después de la Batalla de Hogwarts, ambientada en la Plataforma 9¾ de la estación King's Cross, cuando uno de los hijos de Harry Potter sube al Expreso de Hogwarts para asistir a su primer año escolar.

## Antecedentes

### Elección del título
Rowling anunció que había considerado tres posibles titulares para el libro. El 21 de diciembre de 2006, Rowling reveló el título final a través de un «ahorcado» de temática navideña en su sitio oficial y fue confirmado por la editorial poco después. Cuando se le preguntó acerca de los otros dos títulos descartados, Rowling mencionó Harry Potter and the Elder Wand y Harry Potter and the Peverell Quest —Harry Potter y la varita de saúco y Harry Potter y la búsqueda de los Peverell, respectivamente decantándose definitivamente por Harry Potter y las reliquias de la Muerte—.

### Finalización del libro
Rowling completó el libro mientras se hospedaba en el Hotel Balmoral de Edimburgo en Escocia, en enero de 2007 y dejó una marca en un busto de mármol de Hermes en su habitación que decía: «JK Rowling terminó de escribir Harry Potter and the Deathly Hallows en esta habitación (652) el 11 de enero de 2007». En declaraciones en su sitio web, ella dijo: «Nunca sentí esta mezcla de emociones extremas en mi vida, nunca soñé que podría sentirme con el corazón roto y eufórica al mismo tiempo». Comparó sus sentimientos mixtos con aquellos expresados por Charles Dickens en el prefacio de su edición de 1850 de la novela David Copperfield, «una tarea imaginativa de dos años de la cual —añadió— yo sólo puedo suspirar, intenta con diecisiete años, Charles...». Terminó su mensaje con «Deathly Hallows es mi favorito, y la manera más maravillosa de terminar la serie».
Cuando se le preguntó acerca de la publicación del libro próximo a venir, Rowling declaró que no podría cambiar el final incluso aunque lo quisiera. «El argumento de estos libros ha estado escrito durante tanto tiempo, y con seis libros ahora, todos ellos dirigen a una cierta dirección. Así que realmente no puedo». También comentó que el último volumen se relacionaba cercanamente con el libro anterior de la serie «casi como si fuesen dos mitades de la misma novela».
Ha dicho que el último capítulo del libro fue escrito «alrededor de 1990» como parte de un trabajo muy preliminar de la serie.

## Lanzamiento y promoción

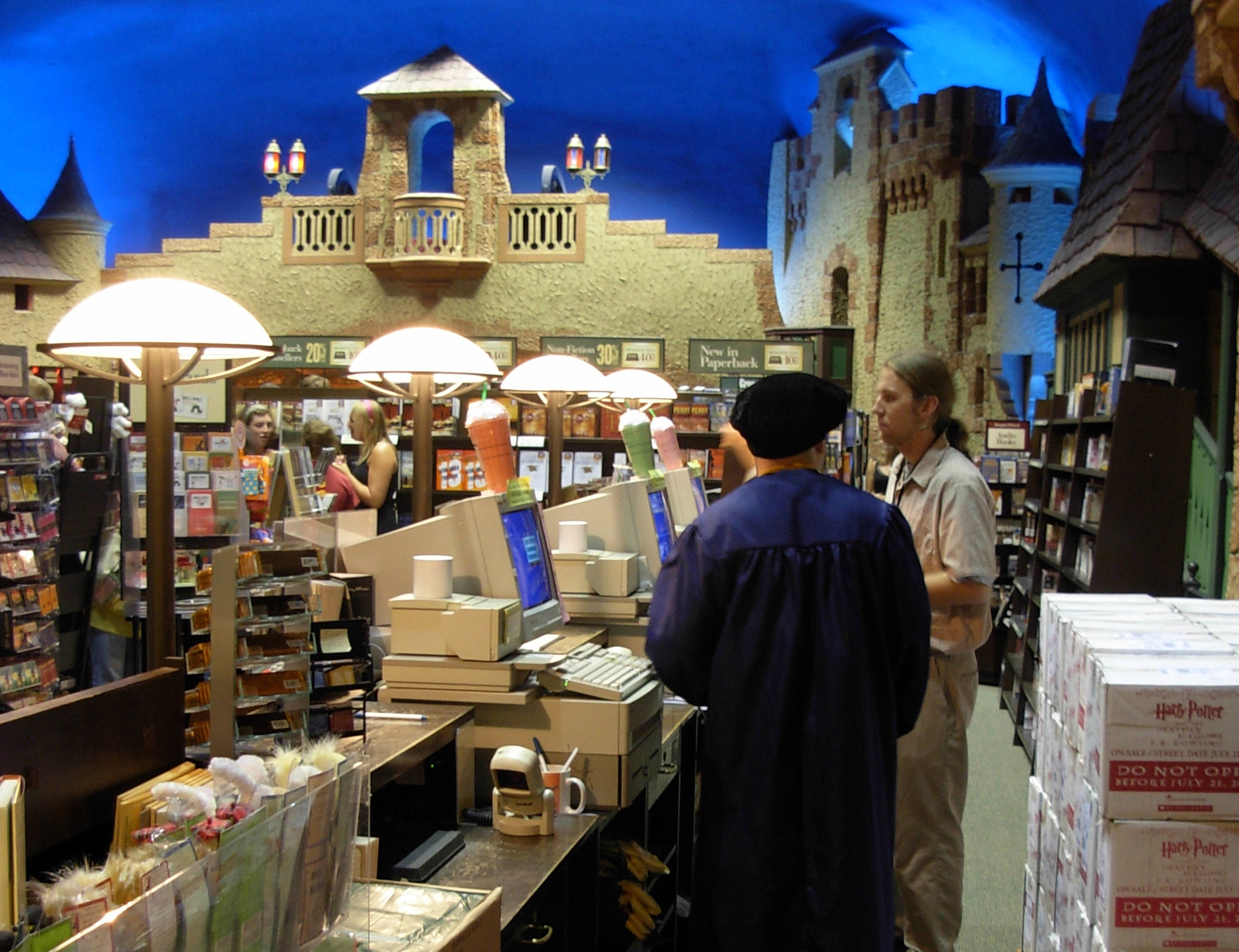
Muchas librerías se decoraron con motivos de la serie para promocionar el lanzamiento de la última entrega, como esta en Rochester, Estados Unidos.

La editorial estadounidense Scholastic lanzó una campaña de marketing de varios millones de dólares y a la que dio el nombre There Will Soon Be 7 —traducido como «Pronto serán siete»—. La editorial construyó un autobús basado en el Autobús Noctámbulo de las novelas, que viajó por cuarenta librerías de Estados Unidos, y realizó un concurso basado en las siete preguntas sobre Las reliquias de la Muerte más debatidas entre los fanes.
La noche del 20 de julio de 2007, se celebró en el Museo de Historia Natural de Londres el lanzamiento de Las reliquias de la Muerte, con una firma de libros por parte de J.K. Rowling para 1700 invitados elegidos en un sorteo realizado por la editorial británica Bloomsbury, de los cuales 500 pudieron acudir a una lectura del libro realizada también por la autora. A su vez, Scholastic realizó un concurso idéntico para llevar a siete personas al evento.
En octubre de 2007, Rowling realizó una gira por Estados Unidos, donde se celebraron cuatro eventos similares al de Londres. Tres de ellos estaban dirigidos a los niños y se celebraron en el Teatro Kodak de Los Ángeles, en el Auditorio Central de Convenciones Ernest N. Morial de Nueva Orleans y en el Carnegie Hall de Nueva York, respectivamente, y el otro dirigido a los fanes en general, celebrado también en el Carnegie Hall y para el cual fueron sorteadas las mil entradas disponibles.
La traducción de la novela al español, junto con la gallega y la catalana, fue lanzada el 21 de febrero de 2008 a las 18:30 horas, con una tirada de un millón y medio de ejemplares —la mitad para Latinoamérica y los Estados Unidos y la otra mitad para España— y la celebración de fiestas y concursos en distintas librerías y centros comerciales.

### Filtraciones

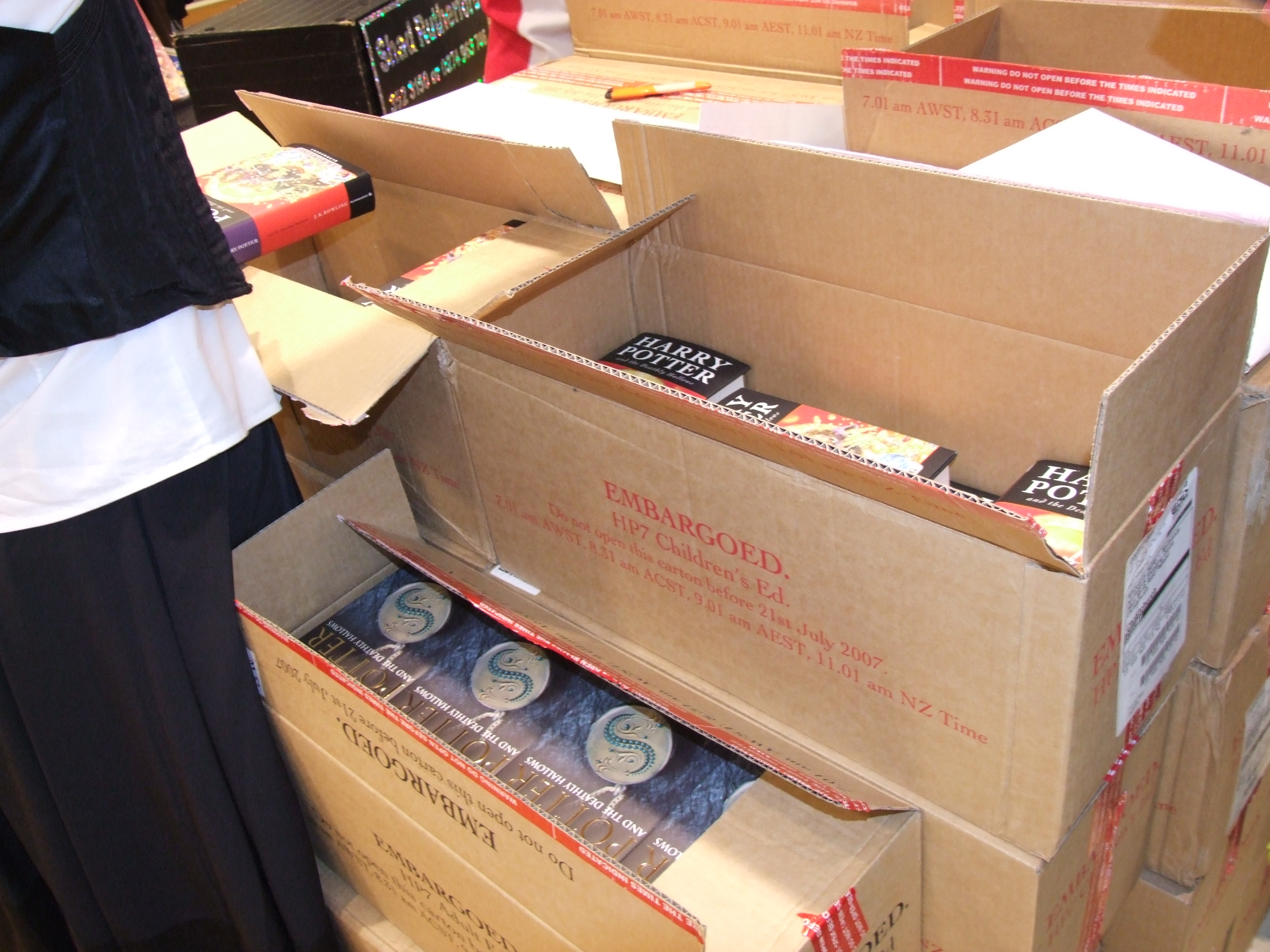
Cajas de libros de Las reliquias de la Muerte cuya venta había sido prohibida por la editora hasta la fecha de apertura estipulada.

En un pedido público, Rowling solicitó a quienes consiguiesen información del contenido del último libro, no la divulgaran, con el objetivo de evitar echar a perder la experiencia a otros lectores. Para este fin, Bloomsbury invirtió 10 millones de libras en un intento de mantener el contenido de los libros seguros hasta el 21 de julio, fecha de la publicación. Arthur Levine, editor estadounidense de la serie, negó distribuir copias adelantadas para críticas de prensa, pero dos periódicos de ese país publicaron críticas de alguna forma.
En la semana anterior al lanzamiento, un número de textos afirmando ser filtraciones genuinas aparecieron en distintos formatos. El 16 de julio, un conjunto de fotografías representando todas las 759 páginas de la edición estadounidense se filtró en internet y fue transcrita completamente antes de la publicación oficial del libro.
Las fotografías aparecieron más tarde en sitios web y en redes p2p, llevando a Scholastic a solicitar una orden de comparecencia con el objetivo de identificar una fuente. Esto representó el fallo de seguridad más serio en la historia de la serie. Rowling y su abogado admitieron que hubo filtraciones en línea que eran genuinas. Las críticas publicadas tanto en The Baltimore Sun como en The New York Times el 18 de julio de 2007 corroboraron muchos de los elementos de la trama de estas filtraciones, y un día antes de la publicación, The New York Times confirmó que la filtración principal que circulaba era real.
Scholastic anunció que aproximadamente el 0,01% de la mercancía estadounidense —alrededor de 1.200 copias— había sido distribuida tempranamente. Un lector en Maryland recibió una copia del libro por correo del sitio web deepdiscount.com cuatro días antes de que fuese publicado, lo que provocó respuestas incrédulas por parte de Scholastic y Deepdiscount. Scholastic declaró inicialmente que se había tratado de un «error humano» y que no iban a discutir posibles multas. Sin embargo, al día siguiente, Scholastic anunció que iniciaría acciones legales contra deepdiscount.com y a su distribuidor, Levy Home Entertainment. Algunos de los libros lanzados tempranamente pronto aparecieron en eBay, y hasta en un caso se pedían por una copia hasta 250 dólares estadounidenses, cuando el precio inicial eran 18 de la misma moneda.

### Controversias
ASDA, así como también otros supermercados del Reino Unido, aceptaron reservas del libro a un precio muy descontado. Asimismo, esta empresa también disparó una guerra de precios al anunciar que venderían el libro por solo 5 libras esterlinas la copia —frente a los 17,99 recomendados por la editorial—. Otras cadenas también ofrecieron el libro a precios descontados.
Un caso similar se dio en Malasia, donde cuatro de las principales cadenas de librerías del país decidieron retirar el libro de sus estanterías como protesta contra los hipermercados Tesco y Carrefour. El precio de venta del libro en Malasia es de 109,90 ringgit (alrededor de 16 libras esterlinas), mientras que los antes mencionados hipermercados los vendían por 69,90 ringgit, unas 10 libras esterlinas. Esta medida de presión no tuvo el resultado esperado por las librerías, que volvieron a poner el libro a la venta en sus establecimientos.
En Israel se criticó el lanzamiento del libro un sábado por la madrugada por violar el sabbat. El ministro de Comercio e Industria, Eli Yishai declaró que «está prohibido, de acuerdo a la cultura y los valores judíos, que una cosa como esta ocurra un sábado a las 2 de la mañana. Que lo hagan otro día». Yishai indicó que emitiría sanciones basadas en la Ley de horas de trabajo y descanso.

### Traducciones
Previo la publicación del libro en inglés, Rowling reveló un título alternativo del cual las ediciones no inglesas podrían ser traducidas: Harry Potter and the Relics of Death. Esto sucedió a causa del cuestionamiento formulado por la editorial sueca por la dificultad de traducir el sintagma Deathly Hallows del título original sin haber leído el libro.
La primera traducción en ser publicada fue la ucraniana, el 25 de septiembre de 2007, con el título Гаррі Поттер і смертельні реліквії. La traducción polaca apareció el 26 de enero de 2008 retitulado como Harry Potter i Insygnia Śmierci —Harry Potter y la insignia de la Muerte—. Por su parte, la traducción al hindi titulada como Harry Potter y los regalos de la Muerte (हैरी पॉटर और मौत के तोहफे) apareció el 27 de junio de 2008 editada por Manjul Publication.
En italiano también hubo problemas con la traducción. El sintagma Deathly Hallows, que significa más o menos reliquias mortales, se acerca mucho con el significado cristiano de reliquias, porque en Italia la religión es muy sentida. Entonces se pensó utilizar una de las traducciones alternativas que Rowling había dejado para el extranjero. Entre Relics of Death y Gifts of Death, se tradujo como los regalos de la Muerte, utilizando la palabra inusitada Dono (don), propio como es inusitada Hallow en inglés. En 2007, Harry Potter and the Deathly Hallows fue publicado en Italia con el título Harry Potter e i Doni della Morte (Harry Potter y los dones de la Muerte).
Luego de la publicación del libro, muchos sitios red ofrecieron descargas en formato PDF de traducciones no autorizadas del contenido a otras lenguas, como el chino, cuya traducción estaba disponible sólo algunas horas luego de la publicación. Copias ilegales del libro eran vendidas en las calles de China por 40 yuanes, en comparación con los 270 que cuesta la versión en inglés en las librerías. Por su parte, para el 24 de julio, había ya dos ciberbitácoras ofreciendo la traducción al español, los cuales se estima que recibieron cuatro millones de visitas.

## Recibimiento

### Crítica
La crítica del diario The Baltimore Sun, Mary Carole McCauley, alabó la serie de novelas, definiéndola como un «clásico bildungsroman». Señaló que «al libro siete le falta mucho del encanto y el humor que distinguió a las novelas anteriores. Incluso la escritura es más prosaica», pero añadió que, dada la naturaleza más seria del libro, «¿cómo podría ser de otra manera?»
Alice Fordham del periódico londinense The Times escribió que «el genio de Rowling no reside sólo en la invención completa de un mundo de fantasía, sino en su habilidad para crear personajes que saltan de las páginas, reales y valientes y adorables». Fordham concluye: «Hemos esperado un largo tiempo, pero ni Rowling ni Harry nos han decepcionado al final».
Por otra parte, Jenny Sawyer del periódico internacional Christian Science Monitor dijo que «aunque hay mucho que alabar en la serie de Harry Potter, desde su brillante mundo mágico a su narrativa de capas múltiples», sin embargo, «una historia trata sobre alguien que cambia, y, dejando aparte la pubertad, Harry apenas cambia. Según lo ve Rowling, Harry camina por el camino del bien tan previsiblemente que uno percibe su victoria final sobre Voldemort como algo, además de inevitable, plano».
El escritor Stephen King cuestionó las reacciones de algunos críticos que, a su entender, sacaron conclusiones precipitadas del libro. Según King, esto resultaba inevitable: el extremo misterio que rodeó al lanzamiento no dio tiempo a los críticos para leer y considerar con calma el libro, por lo que a muchas reseñas iniciales les faltaba profundidad. Lejos de encontrar decepcionante el estilo de escritura, le pareció que había madurado y mejorado. Cree que la temática de los libros se ha vuelto más adulta, y que Rowling claramente ha estado escribiendo con una audiencia adulta en mente desde la mitad de la serie. Comparó los trabajos con Huckleberry Finn y Alicia en el país de las maravillas, obras que también alcanzaron el éxito y se han convertido en clásicos, en parte por dirigirse a un público tanto adulto como infantil. No obstante, critica la tendencia de Rowling a demorarse en exceso en algunas situaciones, como el extenso período que los personajes pasan en el campamento, y una cierta afición a introducir soluciones mágicas sacadas de la nada para salir así de un embrollo. En parte esto resulta inevitable en un mundo mágico, pero King ve también en ello un claro indicio de que Rowling se ha divertido escribiendo el libro y ha querido compartir su humor con los lectores.
Christopher Hitchens del periódico New York Times comparó la serie con aquellas historias de internados de mediados del siglo XX y aunque escribió que Rowling «ganó un renombre imperecedero» gracias a los libros en su conjunto, también dijo que el empleo repetitivo de «la técnica deus ex machina tiene un efecto deplorable tanto en el argumento como en el diálogo», que los capítulos de mitad del libro son «abismalmente largos» y que Voldemort «se vuelve más cansino que un villano de Ian Fleming».
Ya después de todo el éxito que tuvo el libro fue bastante criticada por su contenido temático ya que en el mundo irreal que se tejía la historia se encontraba mucha temática sobre la magia esta fue una de las causas de la baja venta en algunos lugares.

### Ventas

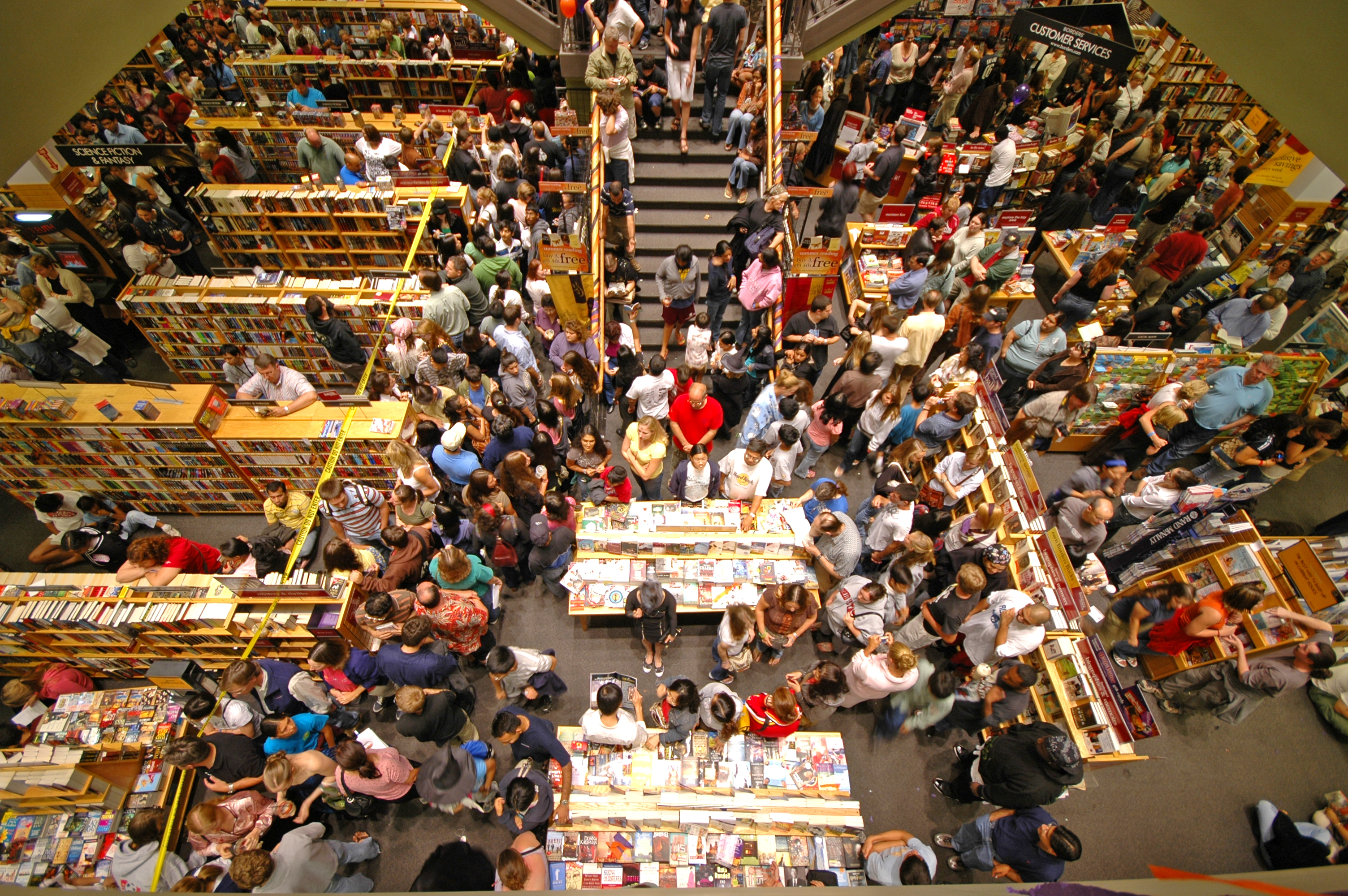
Cola para comprar el libro en California, cinco minutos antes de su publicación.

El 21 de julio de 2007, todas las ediciones en idioma inglés fueron publicadas a un minuto pasada la medianoche. Fue lanzado simultáneamente en 93 países. El libro alcanzó la cima de las listas de best sellers en Amazon.com y en Barnes & Noble sólo unas pocas horas luego de que se anunciara su publicación, el 1 de febrero de 2007. En julio de 2007, el diario Daily Telegraph, reportó que el libro había sido comprado por más del 10% de la población británica en los cinco días posteriores a la publicación.
Tiendas como Amazon.com, Barnes & Noble, y Borders dijeron que se habían hecho más pedidos para este libro que para ningún otro en la historia, e incluso Amazon.com se registraron 2,2 millones de pedidos anticipados en todo el mundo, rompiendo el récord del sexto libro, de 1,5 millón. Scholastic anunció una impresión inicial de algo más de 12 millones de copias, una cantidad sin precedentes.
En su primer día de ventas, se vendieron 11 millones de copias en el Reino Unido y en Estados Unidos, rompiendo el récord de 9 millones batido por su predecesor en la serie. En Estados Unidos, las ventas alcanzaron 8,3 millones de libros de tapa dura en las primeras 24 horas, rompiendo nuevamente una marca del Misterio del príncipe, de 6,9 millones. Por su parte, se vendieron en el primer día, 400.000 copias en Alemania, todas las 250.000 copias disponibles en los Países Bajos y en Bélgica, 170.000 en India, y algo más de 573.000 en Australia; mientras que en Canadá se vendieron 800.000 copias en las primeras 48 horas. Barnes & Noble, la cadena de librerías más grande de Estados Unidos, declaró haber vendido 560.000 copias en la primera hora, una media de más de 150 copias por segundo. El audiolibro también rompió récords, con 225.000 copias vendidas en sus primeros dos días.
Luego del lanzamiento de Harry Potter and the Deathly Hallows, las acciones de Bloomsbury Publishing se devaluaron por más de 151 millones de libras. Los inversores reaccionaron al fin del producto clave de la editora. En el último año financiero en el cual no se lanzó ningún libro de Harry Potter, los beneficios de Bloomsbury cayeron un 75%.
Según la revista Forbes, en junio de 2008 se habían vendido 44 millones de copias del libro por todo el mundo.

## Adaptación al cine
La adaptación se dividió en dos películas: Harry Potter y las reliquias de la Muerte: parte 1, estrenada en noviembre de 2010, y Harry Potter y las reliquias de la Muerte: parte 2, estrenada en julio de 2011. Las razones de esta partición fueron, según el productor David Heyman, cuestiones de argumento, puesto que «no existen tramas menores que se puedan omitir». La partición surge sobre el capítulo número veinticuatro de la novela, cuando Voldemort encuentra la varita de sauco, aunque hay partes del capítulo omitidas que se incluyen en la siguiente entrega. Las películas fueron dirigidas por David Yates —quien también dirigió las dos anteriores (Harry Potter y la Orden del Fénix y Harry Potter y el misterio del príncipe)— y escritas por Steve Kloves. John Williams, quien compuso la música para las primeras tres películas, expresó su interés en volver para las últimas, pero finalmente el trabajo lo realizó Alexandre Desplat, aunque cabe mencionar que a pesar de esto, Williams pudo hacerse de varios temas y partituras musicales en el último largometraje, al igual que el habitual colaborador musical de Yates Nicholas Hooper, el cual tuvo participación con un tema musical de la sexta película. El rodaje comenzó el 19 de febrero de 2009, cuando el Daniel Radcliffe acabó sus obligaciones con la obra de teatro Equus terminando filmaciones para la película el 12 de mayo de 2010. El elenco retomó grabaciones para la escena del epílogo el 21 de diciembre del mismo año.